# Heraclia longipennis
Heraclia longipennis là một loài bướm đêm trong họ Noctuidae.